# William Charles Wells
William Charles Wells (1757 — 1817) foi um médico escocês-americano. 
A sua vida teve bastante variedade, tendo feito alguma pesquisa médica notável e fez a primeira afirmação clara sobre selecção natural Ele aplicou a ideia à origem de várias cores da pela em raças humanas, e a partir desse contexto parece que ele pensou que poderia ser aplicado de modo mais geral. Charles Darwin  afirmou: "[Wells] distinctly recognises the principle of natural selection, and this is the first recognition which has been indicated".